# Kloofstraat
Kloofstraat is het elfde studioalbum van de Nederlandse zanger Stef Bos. Het album werd uitgebracht in 2010. 

## Nummers
| Nr. | Titel                   | Schrijver(s)                                                                | Duur |
| --- | ----------------------- | --------------------------------------------------------------------------- | ---- |
| 1.  | Stilbaai                | Stef Bos                                                                    | 3:34 |
| 2.  | Komatiepoort            | René van Mierlo, Roberto Mercurio, Martin de Wagter, Ton Snijders, Stef Bos | 4:34 |
| 3.  | Kloofstraat             | Stef Bos                                                                    | 3:57 |
| 4.  | Tuine van die kompanjie | Stef Bos                                                                    | 7:22 |
| 5.  | Ons mors tijd           | Stef Bos                                                                    | 3:53 |
| 6.  | Gebed                   | René van Mierlo, Stef Bos                                                   | 5:56 |
| 7.  | Gelukkig                | Stef Bos                                                                    | 4:26 |
| 8.  | My vrou is huistoe      | Stef Bos                                                                    | 2:04 |
| 9.  | Tydbom                  | Stef Bos                                                                    | 4:19 |
| 10. | Sout van die aarde      | Stef Bos                                                                    | 4:16 |
| 11. | Water na die see        | Stef Bos                                                                    | 4:58 |
| 12. | Ek wil                  | Stef Bos                                                                    | 3:23 |